# 1731 в Україні

## Події
- Українська лінія

## Особи

### Народились
- 24 травня Самуїл Миславський (1731—1796) — Митрополит Київський і Галицький (1783-96) Відомства православного сповідання Російської імперії, перший після анексії Гетьманщини.
- 10 червня Корж Микита Леонтійович (1739—1835) — запорозький козак, автор усних оповідань та автобіографії.
- Гудович Андрій Васильович (1731—1808) — український військовий та політичний діяч, генерал-аншеф російської імператорської армії.

### Померли
- 21 квітня Стефан Рупневський (1671—1731) — польський шляхтич, римо-католицький релігійний діяч, луцький єпископ РКЦ.
- 27 квітня Гавриїл (Бужинський) (1680—1731) — український релігійний діяч, письменник, філософ, богослов, освітний діяч, видавець.
- 28 квітня Ян Станіслав Яблоновський (канцлер) (1669—1731) — державний діяч Речі Посполитої, письменник-мораліст, оратор, меценат.
- 14 червня Іларіон Левицький (? — 1731) — український церковний та освітній діяч, ректор Києво-Могилянської академії у 1727—1731 роках.
- 2 липня Єпіфаній (Тихорський) (? — 1731) — український єпископ, педагог. Засновник провідного духовно-просвітницького закладу в Слобідській Україні — Харківського колегіуму.
- Борозна Іван Лаврентійович (1680—1731) — значковий товариш Стародубського полку (1709—1715), наказний полковник Стародубського полку (1722, 1724—1725), бунчуковий товариш (1723; 1727—1728).
- Горленко Дмитро Лазаревич — полковник Прилуцького полку (1692—1708). Наказний Гетьман козацького війська під час Північної війни (1705).
- Жоравка Тимофій Лук'янович (? — 1731) — бунчуковий товариш (1727—1731).

## Засновані, зведені
- Єфремівська фортеця
- Іоаннівська фортеця
- Михайлівська фортеця
- Олексіївська фортеця
- Орловська фортеця
- Парасківська фортеця
- Петрівська фортеця (Українська лінія)
- Ряська фортеця
- Слобідська фортеця
- Берестин
- Базниківка
- Олексіївка (Олексіївська сільська громада)
- Панікарча
- Слобожанське (Харківський район)
- Хрестище (Берестинський район)
- Хрущівка